# Mario Riva
Mario Riva (eigentlich Mario Bonavolontà; * 26. Januar 1913 in Rom; † 1. September 1960 in Verona) war ein italienischer Fernsehmoderator und Schauspieler.

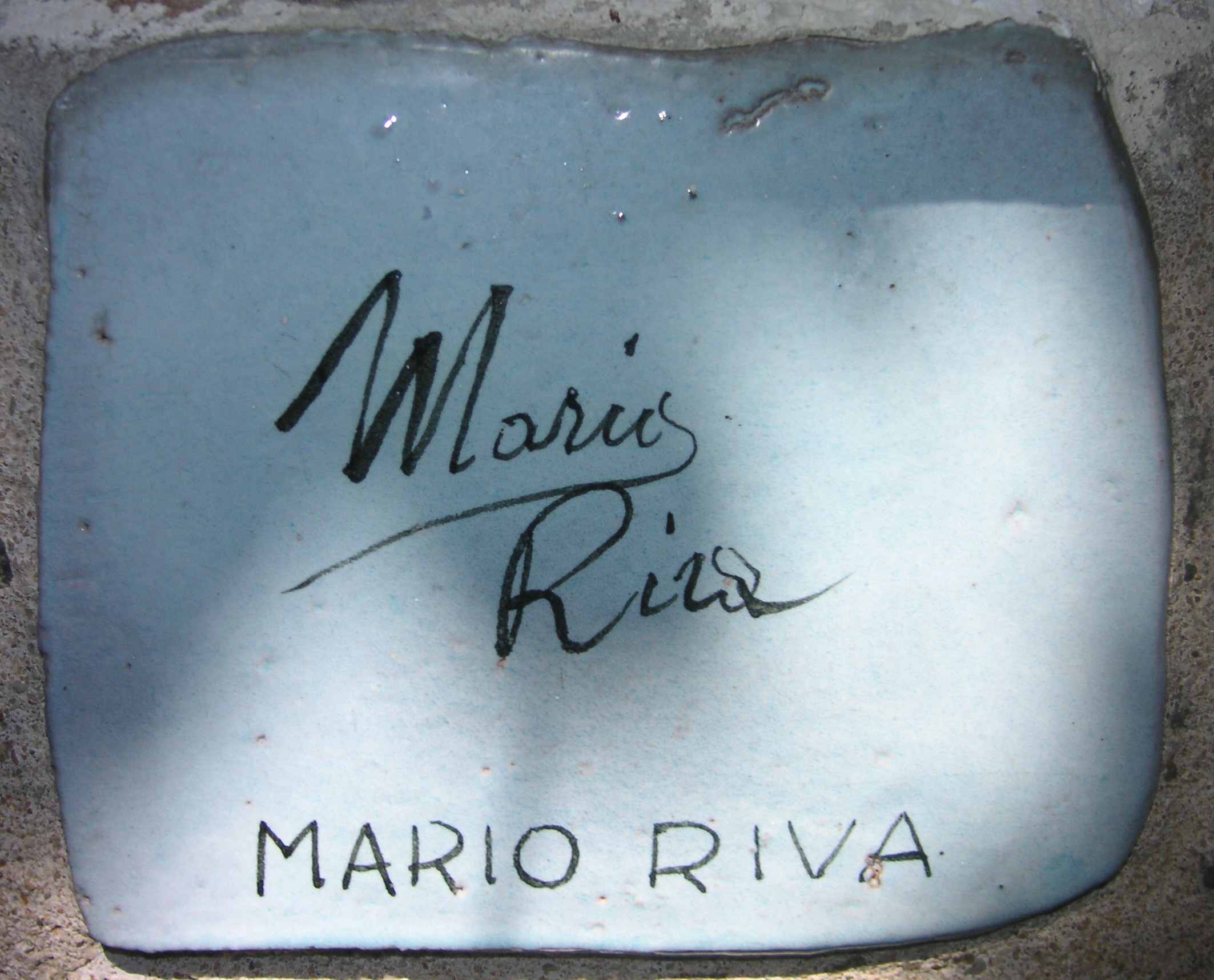
Unterschrift von Mario Riva

## Leben
Riva war der Sohn des Liederkomponisten Giuseppe Bonvolontà und war zunächst lange Zeit als Geräuschemacher bei der Synchronfirma „Fono Roma“ sowie als Moderator und Sprecher beim Radio beschäftigt. Zusammen mit Riccardo Billi entwickelte er dort Figuren wie den faulen, verwöhnten und wählerischen Römer „Romoletto Faticoni“ und zahlreiche Sketche, die bei den Radiohörern ausgezeichnet ankamen.
Beim Theater debütierte er 1942 als Conferencier des Stückes „Clan“, auch wenn seine Moderation noch als zu wortreich und verbohrt kritisiert wurde; im darauffolgenden Jahr wurde er für Aria Nuova (mit Paola Borboni) engagiert. Weitere Revuen folgten: Noch zu ausgehenden Kriegszeiten „Che ti sei messo in testa“ und „Con un palmo di naso“, bei dem er mit Totò und Anna Magnani auf der Bühne stand. Anschließend feierte Riva zahlreiche Erfolge mit seinem alten Radiokollegen Billi, neben dem er in etlichen Stücken gefeiert wurde: „I sette colli“ (1947), Garinei und Giovanninis „Bisarca“ (1950) und ihre erste eigene große Revue „Alta tensione“. Weitere folgten im Jahresabstand: „I fanatici“ (1952), „Caccia al tesoro“ (1953), „Siamo tutti dottori“ (1954) und die triumphal aufgenommene musikalische Komödie von Garinei und Giovannini, „La granduchessa e i camerieri“ 1955, bei der als weiblicher Star Wanda Osiris verpflichtet war. Auch „Gli italiani sono fatto così“ (1956) enttäuschte nicht.
Mit dem aufkommenden Siegeszug des Fernsehens wechselte Riva in das noch recht neue Medium. Nachdem das dortige Debüt, die bizarren und seltsamen „Duecento al secondo“-Rubriken, 1955 noch sehr kritisch aufgenommen wurden, und dem Nachfolger „La piazzetta“ gelang ihm mit „Musichiere“, das er von 1957 bis zu seinem Tod präsentierte, ein überragender Erfolg, der ihn zu einem der größten Stars im Italien dieser Jahre machte.
Die Kinokarriere Rivas war demgegenüber trotz einer großen Anzahl von Filmen (über fünfzig, von denen kaum einer im deutschen Sprachraum zu sehen war) moderat ausgefallen: Bot er (zu Beginn meist mit Sketchpartner Billi) oftmals Versionen erprobter Routinen, waren auch spätere Rollenangebote meist stereotyp, wenn auch kompetent und sympathisch umgesetzt. Einzig Alberto Lattuada bot ihm mit der Figur des Hausmeisters „Pilade“ in seinem 1954er-Werk Meine Lausejungs eine Gelegenheit, seinem starren Klischee zu entkommen.
Riva starb bei den Proben zum „Secondo Festival del Musichiere“ in der Arena di Verona, als er in einen Bühnengraben, der mit einer Plane abgedeckt war, 3 Meter tief stürzte und den zahlreichen Verletzungen, die er dabei erlitt, erlag. Sein Tod war tagelang Gespräch in ganz Italien; der Beerdigung wohnten Tausende bei.
Riva war mit der Schauspielerin Diana Dei verheiratet; der gemeinsame Sohn Antonello arbeitet als Fernsehregisseur.

## Filmografie (Auswahl)
- 1941: Due cuori sotto sequestro
- 1951: Morgen ist ein anderer Tag (Domani è un altro giorno)
- 1954: Ein Haus volle Unschuldslämmer (Accadde al penitenziario)
- 1954: Meine Lausejungs (Scuola elementare)
- 1955: Vier Herzen in Rom (Racconti romani)
- 1955: Der Wunderknabe (Bravissimo)
- 1956: Die schönsten Tage des Lebens (I giorni più belli)
- 1957: Dieb hin, Dieb her (Ladro lui, ladra lei)
- 1957: Eine Nacht mit 16 Blondinen (Serenate per 16 bionde)
- 1958: Mia nonna poliziotto
- 1958: Sei helle, bleib Junggeselle (Gli zitelloni)
- 1958: Totò und Peppino (Totò, Peppino e le fantiche)
- 1960: Der Schutzmann (Il vigile)